# Vibeke Emond
Ruth Agnes Vibeke Emond, född 1956, är en svensk översättare och universitetslärare. Hon har undervisat i bland annat japanska, italienska, litteratur och översättning vid Lunds universitet. Hon har examen i både japanska och italienska och har studerat japansk litteratur vid Tokyos universitet.
Emond är kanske mest känd för att ha översatt ett flertal romaner av den japanske författaren Haruki Murakami, men har även översatt klassiska japanska verk såsom Dagbok av Murasaki Shikibu och Kuddboken av Sei Shōnagon. Hon har även översatt andra japanska samtida författare, såsom Yoko Ogawa,  och från italienska, danska och franska.
Hon är dotter till översättarna Tryggve och Ingrid Emond.

## Översättningar från japanska (urval)
- Bashō: En färd i det inre av landet (Oku no hosomichi) (Ellerström, 2004)
- Yukio Mishima: Sol och stål (Taiyō to tetsu) (Ellerström, 2006)
- Murasaki Shikibu: Dagbok (紫式部日記 = Murasaki Shikibu Nikki, 1008-1010 e. Kr. (Ellerström, 2008) ISBN 9789172471900
- Haruki Murakami: Sputnikälskling (スプートニクの恋人 = Spūtoniku no koibito, 1999) (Norstedt, 2008) ISBN 9789113021331
- Haruki Murakami: 1Q84 (Ichi-kyū-hachi-yon, 2009) (Norstedts, 2011) [3 vol.]
- Yoko Ogawa: En gåtfull vänskap (博士の愛した数式 = Hakase no ai shita suushiki, 2003) (Bonnier, 2011) ISBN 9789170018978
- Haruki Murakami: Efter mörkrets inbrott アフターダーク = Afutādāku, 2004) (Norstedt, 2012) ISBN 9789113047881
- Sei Shōnagon: Kuddboken (Makura no sōshi) (Ellerström, 2012)

## Översättningar från andra språk (urval)
- Matteo Bandello: Romeo och Julia och andra noveller (Ur Novelle) (översatt tillsammans med Ingrid Emond, Studentlitteratur, 1993)
- Maura del Serra: Rosens ande: pjäs i en akt (Lo spettro della rosa) (Lund: Kultur & fritid, 1996)
- Herman Bang: Vid vägen (Ved vejen) (BookLund, 1996)
- Luigi Pirandello: Kameran går: kameramannen Serafino Gubbios dagboksanteckningar (Si gira) (BookLund, 1998)
- Italo Svevo: En kort sentimental resa (Corto viaggio sentimentale) (Pontes, 1999)
- Angelo Tajani: Jacopo Foroni: från barrikaderna till Kungliga operan (Jacopo Foroni) (2 kronors förlag, 2002). 2., rev. uppl. 2007
- Marcel Proust: Om läsning (Sur la lecture) (Pontes, 2007)
- Natalia Ginzburg: Att bo i världen : essäer och artiklar (Ur Mai devi domandarmi) (urval och översättning Vibeke Emond och Gunnel Mitelman, Perla, 2010)